# بلیز (فیلم ۱۹۸۹)
بلیز (انگلیسی: Blaze) فیلمی در ژانر کمدی رمانتیک و درام به کارگردانی ران شلتون است که در سال ۱۹۸۹ منتشر شد.

## بازیگران
- پل نیومن
- لولیتا داویدوویچ
- جری هاردین
- جفری دی‌مان
- گایلارد سارتاین
- جیمز هارپر
- ریچارد جنکینز
- رابرت وول
- بلیز استار